# Tōma, Hokkaido
Tōma (japanska: 当麻町?, Tōma-chō) är en landskommun (köping) i Hokkaido prefektur i Japan. 